# نوکیا ۳۲۲۰
نوکیا ۳۲۲۰ یک‌نمونه از گوشی‌های تلفن همراه سری ۳۰۰۰ شرکت نوکیا می‌باشد که توسط همین شرکت به بازار عرضه شده‌است.